# Escola revisionista de estudos islâmicos
A escola revisionista de estudos islâmicos (também escola histórico-crítica de estudos islâmicos e historiadores islâmicos céticos-revisionistas) é um movimento nos estudos islâmicos que questiona as narrativas muçulmanas tradicionais das origens do Islã.
Até o início da década de 1970, estudiosos islâmicos não-muçulmanos - embora não aceitassem relatos de intervenção divina - aceitavam a história da origem do Islã "na maioria de seus detalhes", e aceitavam a confiabilidade de sua tradição tradicional. fontes literárias – tafsir (comentários sobre o Alcorão), hadith (relatos sobre o que o profeta islâmico Maomé aprovou ou desaprovou) e sira (biografia do profeta). Em vez disso, os revisionistas usam uma abordagem " crítica da fonte " para esta literatura, bem como estudam arqueologia relevante, epigrafia, numismática e literatura contemporânea não-árabe. Eles acreditam que essas metodologias fornecem "fatos concretos" e uma capacidade de verificação cruzada, enquanto os relatos islâmicos tradicionais - escritos 150 a 250 anos depois de Maomé - estão/foram sujeitos a preconceitos e embelezamentos por parte dos autores e transmissores.
Acredita-se que a escola tenha se originado na década de 1970 e inclui (ou incluiu) estudiosos como John Wansbrough e seus alunos Andrew Rippin, Norman Calder, GR Hawting, Patricia Crone e Michael Cook, bem como Günter Lüling, Yehuda D. Nevo e Christoph Luxenberg. Não é "de forma alguma monolítico" e embora os seus proponentes partilhem "premissas metodológicas", eles ofereceram "relatos contraditórios das conquistas árabes e da ascensão do Islão". Às vezes é contrastado com historiadores "tradicionistas" do Islã que aceitam a história da origem tradicional, embora a adesão às duas abordagens seja "geralmente implícita" em vez de "declarada abertamente".

## Teses principais
Os acontecimentos nos primeiros tempos islâmicos têm de ser recentemente pesquisados e reconstruídos com a ajuda do método histórico-crítico/crítico da fonte (o processo de avaliação da validade, fiabilidade, relevância, etc., de uma fonte, para o assunto sob investigação). Os revisionistas não estão dispostos a confiar no Alcorão e no Hadith. Com base em fontes primárias alternativas dos meios circundantes, argumentam que o Islão começou como um movimento monoteísta que incluía árabes e judeus. Este movimento surgiu na orla norte da Península Arábica, perto dos Impérios Bizantino e Persa. A mudança da qibla, a direção da oração, de Jerusalém para Meca pode ser um eco deste movimento anterior. Um grupo de pesquisadores rejeitou a existência histórica de Maomé e afirmou que o que foi dito sobre ele não era uma figura histórica, mas sim uma figura lendária [Note 1] (assim como Jesus e Moisés). Segundo Volker Popp, Ali e Muhammad não eram nomes, mas títulos dessas figuras.
Os revisionistas vêem a expansão islâmica como uma expansão árabe secular; somente após a ascensão do califado omíada (661-750 dC) foi formada uma identidade islâmica árabe exclusiva, mudando a narrativa de origem para a península Arábica. Em linhas gerais, os revisionistas argumentam que:

### Natureza do Islã primitivo
- O Islão não surgiu entre os pagãos politeístas em Meca, mas num meio onde os textos judaicos e cristãos eram bem conhecidos. Os “ infiéis ” não eram politeístas pagãos, mas monoteístas que foram polemicamente considerados como se desviando ligeiramente do monoteísmo (GR Hawting, Fred Doner).[19][20]
- A ligação entre muçulmanos e judeus era muito estreita nos primeiros tempos do Islão. Os judeus também eram chamados de “crentes” e faziam parte da ummah. Textos antijudaicos como, por exemplo, o relato do massacre da tribo judaica de Banu Qurayza surgiram muito depois de Maomé, quando o Islão se separou do Judaísmo (Fred Donner).[21]

### Consolidação da autoridade religiosa
- No início, o poder secular e espiritual estavam unidos na pessoa do califa. Não havia estudiosos religiosos especiais. Os estudiosos religiosos só surgiram mais tarde e conquistaram o poder espiritual dos califas (Patricia Crone, Martin Hinds).[22]

### Localização do Islã primitivo
- As descrições geográficas no Alcorão e nas tradições posteriores não se enquadram em Meca. Em vez disso, apontam para um lugar em algum lugar no noroeste da Arábia, por exemplo, Petra, na Jordânia (Patricia Crone, Michael Cook).[23]

### Expansão do Islã
- A expansão islâmica provavelmente não foi uma expansão islâmica, de motivação religiosa, mas uma expansão árabe secular. A expansão ainda não resultou na opressão da população não-muçulmana (Robert G. Hoyland).[24]

### Identidade remodelada do Islã primitivo
- Depois de Maomé houve pelo menos duas fases que foram de grande importância para a formação do Islão na sua forma posterior:
  - O Califado Omíada (661-750 dC), especialmente Abd al-Malik ibn Marwan (647-705), moldou a narrativa islâmica, criando uma identidade islâmica árabe exclusiva (Donner).[25] Sob o califa omíada Abd al-Malik ibn Marwan, a Cúpula da Rocha em Jerusalém foi construída. Lá a palavra “Islã” aparece pela primeira vez. Até este momento os muçulmanos se autodenominavam simplesmente “crentes”, e no império árabe foram cunhadas moedas com símbolos cristãos. Abd al-Malik também desempenha um papel importante na reformulação do texto do Alcorão (Patricia Crone, Michael Cook).[26]
  - Foi durante o Califado Abássida (750-1258) que praticamente todos os textos tradicionais islâmicos sobre os primórdios do Islã foram escritos. Os Abássidas, como parte vitoriosa no conflito com os Omíadas, tinham grande interesse em legitimar o seu governo. Esta motivação obviamente penetrou nos textos tradicionais (Patricia Crone).[27]

### Influência dos povos conquistados
- Patricia Crone argumenta que a lei da Sharia não foi fundada nas tradições de Rasul Allah, o mensageiro de Deus, Muhammad, mas na lei "do Oriente Próximo, conforme se desenvolveu sob Alexandre. Os muçulmanos filtraram e sistematizaram essa lei em nome de Deus, imprimindo nela sua própria imagem no processo."[28] Esta lei provincial que "o califado Omíada em geral e Muawiya em particular" empregou, tornou-se o que chamamos hoje de sharia após um "longo período de ajustes pelos ulama".
- Robert G. Hoyland também argumenta que, se a base para a sharia fosse as ações e palavras de Muhammad, estas deveriam ter sido cuidadosamente registradas e transmitidas aos ulama posteriores pela primeira geração salaf. No entanto, essa doutrina é contradita por citações de estudiosos islâmicos antigos (salaf) que negam especificamente o uso comum dos hadiths de Muhammad:
  - "Passei um ano sentado com Abdullah ibn Umar (filho do segundo Califa, falecido em 693) e não ouvi nada que ele transmitisse do profeta";[29][30]
  - "Nunca ouvi Jabir ibn Zayd (falecido por volta de 720) dizer 'o profeta disse ...' e no entanto os jovens por aqui estão dizendo isso vinte vezes por hora".[31][30]
- De acordo com Tom Holland, os guerreiros árabes conquistadores eram esmagadoramente analfabetos, enquanto os primeiros Ulama (a classe de guardiões, transmissores e intérpretes do conhecimento religioso no Islã) consistiam esmagadoramente em povos conquistados - principalmente zoroastrianos e judeus - que se converteram ao Islã e tinham uma forte tradição acadêmica.[32]

### Integridade textual do Alcorão
- O texto do Alcorão, tal como é usado hoje, mostra muitas diferenças em relação aos primeiros manuscritos existentes. Uma parte central do Alcorão pode derivar das anunciações de Maomé, mas algumas partes do Alcorão foram definitivamente adicionadas posteriormente ou retrabalhadas posteriormente. Além disso, muitos pequenos desvios ocorreram no texto, como acontece com outros textos antigos que foram copiados manualmente e copiados novamente (John Wansbrough).[33]
- A existência e o significado do profeta Maomé como pessoa histórica dependem especialmente da questão de saber se alguma, e em caso afirmativo, quantas partes do Alcorão podem ser atribuídas ao seu tempo, ou se todas ou a maioria das partes do Alcorão surgiram. somente depois da época de Maomé. As opiniões dos pesquisadores divergem sobre esta questão (Yehuda D. Nevo).[34] Fred Donner sugere uma data anterior para o Alcorão.[35] (Esta tese foi abandonada por muitos no século 21 graças a estudos e datação dos primeiros manuscritos.[36] Michael Cook, que anteriormente a apoiou, diz que estudos recentes são “um testemunho da precisão contínua da transmissão das variantes” ...[37] Tom Holland também concorda que "as evidências parecem sugerir" que o Alcorão padrão contemporâneo "foi proferido por Maomé no período em que a tradição muçulmana insistiu que ele viveu".)[38]
- O Alcorão não está escrito em árabe "puro", pois a língua siríaca parece ter tido uma certa influência na língua do Alcorão, que foi esquecida mais tarde. Esta poderia ser uma possível explicação do porquê de um quinto do texto do Alcorão ser difícil de entender (Karl-Heinz Ohlig).[39]

## Origens e metodologia
A influência das diferentes tendências no estudo do Islão no Ocidente aumentou e diminuiu. Ibn Warraq acredita que "a ascensão desta escola revisionista" pode ser datada do Quinto Colóquio do Grupo de História do Oriente Próximo da Universidade de Oxford em julho de 1975, e Robert Hoyland acredita que os revisionistas estavam em ascensão nas décadas de 1970 e 1980.
Até o início da década de 1970, estudiosos islâmicos não-muçulmanos - embora não aceitassem relatos de intervenção divina - aceitavam sua história de origem "na maioria de seus detalhes", e aceitavam a confiabilidade do tafsir (comentários sobre o Alcorão), hadith (relatos sobre o que o profeta islâmico Maomé aprovou ou desaprovou) e sira (biografia do profeta). Em vez disso, os revisionistas usam uma abordagem " crítica da fonte " para esta literatura, bem como estudam arqueologia relevante, epigrafia, numismática e literatura contemporânea não-árabe. Eles acreditam que essas metodologias fornecem "fatos concretos" e uma capacidade de verificação cruzada, enquanto os relatos islâmicos tradicionais - escritos 150 a 200 anos depois de Maomé - estão/foram sujeitos a preconceitos e embelezamentos por parte dos autores e transmissores.

### Bolsa pós-guerra
Da Segunda Guerra Mundial até meados da década de 1970, houve o que o estudioso Charles Adams descreve como "um movimento distinto no Ocidente, representado tanto nos círculos religiosos quanto nas universidades, cujo objetivo" era mostrar tanto uma "maior apreciação do Islã religiosidade" e promover "uma nova atitude em relação a ela" [Note 2] e, ao fazê-lo, fazer "restituição pelos pecados de abordagens antipáticas, hostis ou interessadas que atormentaram a tradição [pré-Segunda Guerra Mundial] do Orientalismo Ocidental". Herbert Berg dá Wilfred Cantwell Smith e W. Montgomery Watt como exemplos de proponentes desta abordagem "irénica" da história islâmica, e observa que a abordagem necessariamente entrou em conflito com as perguntas e respostas potenciais dos revisionistas, uma vez que estas entraram em conflito com a doutrina islâmica.

### Estudos de Hadith
Diz-se que a escola revisionista se baseia no estudo da literatura Hadith dos estudiosos islâmicos Ignác Goldziher (1850-1921) e Joseph Schacht (1902-1969), que argumentaram que os relatos islâmicos tradicionais sobre os primeiros tempos do Islã - escritos 150 a 250 anos depois de Maomé – não podem ser considerados fontes históricas. Goldziher argumentou (nas palavras de RS Humphreys), "que um grande número de hadith aceitos mesmo nas coleções muçulmanas mais rigorosamente críticas eram falsificações completas do final dos séculos VIII e IX - e, como consequência, que os isads meticulosos que os apoiavam eram totalmente fictícios".
Schacht argumentou que a lei islâmica não foi transmitida sem desvios de Maomé, mas "desenvolveu-se [...] a partir da prática popular e administrativa sob os omíadas, e esta prática muitas vezes divergia das intenções e até mesmo da redação explícita do Alcorão... normas derivados do Alcorão foram introduzidos na lei maometana quase invariavelmente em um estágio secundário."

### Extensão dos argumentos hadith
Os revisionistas estenderam este argumento para além do hadith a outras facetas da literatura islâmica – a sira (biografia de Maomé), a história da formação do Alcorão e os desenvolvimentos históricos sob a primeira dinastia islâmica, o Califado Omíada. Os verdadeiros acontecimentos históricos nos primeiros tempos do Islão têm de ser recentemente pesquisados e reconstruídos (acreditam os revisionistas) através da aplicação do método histórico-crítico, ou alternativamente, nas palavras de Cook e Crone, o historiador deve "sair do islamismo". tradição completamente e começar de novo". Isto requer o uso do
1. "abordagem crítica da fonte tanto para o Alcorão quanto para os relatos literários muçulmanos sobre a ascensão do Islã, a Conquista e o período Umayyad";[50]
2. comparando contas tradicionais com
  1. relatos dos séculos VII e VIII d.C. que são externos à tradição muçulmana;[50]
  2. arqueologia, epigrafia, numismática[11] dos séculos VII e VIII d.C. - fontes que devem ser preferidas quando há conflito com fontes literárias muçulmanas.[50]

Os revisionistas acreditam que os resultados destes métodos indicam que (entre outras coisas) a ruptura entre a religião, a governação, a cultura da civilização persa e bizantina pré-islâmica e a dos conquistadores árabes do século VII não foi tão abrupta como a história tradicional. descreve (uma ideia avançada na declaração do Quinto colóquio do Near Eastern History Group da Universidade de Oxford). Os organizadores do colóquio argumentaram que se "começamos por assumir que deve ter havido alguma continuidade, precisamos ir além das fontes islâmicas ou [...] reinterpretá-las".

### Apogeu da escola revisionista
Hoyland acredita que o "apogeu" do revisionismo ocorreu em algum momento antes da década de 1980, quando o "perfil público do Islã" aumentou "maciçamente" e, (argumenta Hoyland) a tendência "de esquerda" dos acadêmicos ocidentais "tímidos" de criticar o Islã, " favoreceu a abordagem tradicionalista [ou seja, pré-revisionista]", enquanto "empurrava os céticos/revisionistas a se tornarem mais extremos". (Hoyland procura encontrar um meio-termo entre o revisionismo e o "tradicionalismo" acrítico.)
A designação Revisionismo foi cunhada primeiro pelos oponentes do novo movimento académico e é usada por eles parcialmente ainda hoje com uma conotação menos que positiva. Depois, a mídia adotou essa designação para denominar o novo movimento com um slogan conciso. Hoje, os adeptos do novo movimento também usam o Revisionismo para se designarem, embora na sua maioria escrito entre aspas e com um tom ligeiramente auto-zombeteiro.

## Principais representantes
Entre os "principais" proponentes do revisionismo estão John Wansbrough (1928-2002), Patricia Crone (1945-2015), Michael Cook, Yehuda D. Nevo (1932-1992, e Fred M. Donner. O novo movimento teve origem na SOAS (School of Oriental & African Studies) da Universidade de Londres com as publicações de duas obras de Wansbrough: Quranic Studies (1977) e The Sectarian Milieu (1978). Andrew Rippin (1950-2016), Norman Calder, GR Hawting, Patricia Crone e Michael Cook foram alunos de Wansbrough. Em 1977, Crone e Cook publicaram Hagarismo, que postulava - entre outras coisas - que o Islão foi estabelecido depois, e não antes, das conquistas árabes e que Meca não era o santuário islâmico original. Mais tarde, ambos se distanciaram das teses do Hagarismo por considerá-las muito abrangentes, mas continuaram a "desafiar as visões ortodoxas muçulmanas e ocidentais da história islâmica". Martin Hinds (1941-1988), também estudou na SOAS e Robert G. Hoyland foi aluno de Patricia Crone.
Na Alemanha, na Universidade do Sarre, Günter Lüling (1928-2014) e Gerd-Rüdiger Puin concentraram-se na pesquisa histórico-crítica do desenvolvimento do Alcorão a partir da década de 1970, e na década de 2000, Karl-Heinz Ohlig, Volker Popp, Christoph Luxenberg e Markus Groß argumentaram que Maomé era uma figura lendária, não histórica. Hans Jansen, da Holanda, publicou um trabalho em 2005/7 argumentando detalhadamente por que (ele acreditava) os relatos conhecidos da vida de Maomé eram lendários. Yehuda D. Nevo também questionou a historicidade de Maomé. [Note 3] Sven Kalisch, um convertido ao Islã, ensinou teologia islâmica antes de deixar a fé em 2008, quando questionou a historicidade de Maomé (assim como de Jesus e Moisés). [Note 4]
James A. Bellamy fez crítica textual do Alcorão e suas propostas de "emendas", ou seja, correções do texto tradicional do Alcorão. Fred Donner, em seus vários livros sobre a história islâmica primitiva, argumentou que somente durante o reinado de Abd al-Malik ibn Marwan (685-705) o monoteísmo ecumênico inicial dos conquistadores árabes começou a se separar dos cristãos e judeus.
O trabalho do popular historiador Tom Holland, In the Shadow of the Sword (2012) popularizou os novos resultados da pesquisa e descreveu uma possível síntese das várias abordagens revisionistas.

## Publicações

### Acadêmico

#### Patricia Crone e Michael Cook,Hagarismo: a construção do mundo islâmico(1977)
Em Hagarism: The Making of the Islamic World, Patricia Crone e Michael Cook deixaram de lado a história islâmica tradicional para se basearem em evidências arqueológicas e documentos contemporâneos em árabe, armênio, copta, grego, hebraico, aramaico, latim e siríaco. Eles retratam uma conquista árabe de terras bizantinas e persas no século VII que ainda não é "islâmica". De acordo com várias fontes, os povos conquistados (grego Magaritai, siríaco Mahgre ou Mahgraye) chamam seus conquistadores de " hagarenos " em vez de muçulmanos. Em vez de serem inspirados à conquista por um novo profeta, livro sagrado e religião, os árabes são descritos como estando em aliança com os judeus, seguindo um messianismo judaico para recuperar a Terra Prometida do Império Bizantino. O Alcorão veio mais tarde (de acordo com os autores) como um produto de edições do século VIII de vários materiais extraídos de uma variedade de fontes judaico-cristãs e do Oriente Médio, enquanto Maomé era o arauto de Umar "o redentor", um judeu messias.

#### Patricia Crone,Comércio de Meca e a ascensão do Islã(1987)
Em Meccan Trade and the Rise of Islam, Patricia Crone argumenta que Meca não poderia ter sido um centro de comércio terrestre do sul da Arábia para a Síria no tempo de Maomé por várias razões. Não estava na rota comercial terrestre do sul da Arábia para a Síria, mas mesmo que estivesse, essa rota terrestre não era muito importante em comparação com a rota comercial marítima, e deixou de ser usada no final de o mais tardar no século II dC. O comércio de Meca, com exceção do perfume iemenita, consistia principalmente em artigos de couro e roupas baratos e, ocasionalmente, em alimentos básicos, que não eram exportados para o norte, para a Síria (que já os tinha em abundância), mas para regiões próximas. Além disso, a literatura dos parceiros comerciais árabes que acompanhavam os assuntos árabes (grego, latim, siríaco, aramaico, copta) não faz nenhuma menção "aos coraixitas (a tribo de Maomé) e ao seu centro comercial Meca". Tudo isso sugere que as "histórias" tradicionais transmitidas sobre a vida de Maomé como um comerciante de Meca viajando por toda parte e sofrendo nas mãos de poderosas tribos de Meca são "puras invenções", e é muito mais provável que a carreira de Maomé tenha ocorrido não em Meca e Medina ou no sudoeste da Arábia, mas no noroeste da Arábia.

#### Hans Jansen,De Historische Mohammed(2005/2007)
Os argumentos contra a plausibilidade das tradições islâmicas clássicas sobre os primórdios do Islã foram resumidos por Hans Jansen em sua obra De Historische Mohammed. Jansen ressalta que devido à natureza enigmática do Alcorão, que geralmente alude a eventos em vez de descrevê-los, e raramente descreve a situação para a qual uma revelação foi feita, as tradições historicamente questionáveis são de grande importância para a interpretação e compreensão do Alcorão. Muitas tradições islâmicas surgiram muito depois de Maomé, com base em meras suposições sobre a situação em que um versículo do Alcorão havia sido revelado. Devido a estas tradições historicamente questionáveis, a interpretação do Alcorão tem sido restringida desde então.

### Não acadêmico
Ibn Warraq, um autor conhecido pelas suas críticas ao Islão, compilou vários ensaios revisionistas no seu livro, The Quest for the Historical Muhammad. Fred Donner, revendo o livro, observa que ao favorecer a escola de revisionismo de Wansbrough, o autor apresenta uma “selecção unilateral” que não considera os desafios a esta linha de revisionismo. O resultado é "um livro que provavelmente enganará muitos leitores incautos".
Robert Spencer, um notável crítico do Islã, escreveu uma obra popular sobre Estudos Revisionistas Islâmicos chamada Did Muhammad Exist?

## Críticas ao revisionismo
A consequente análise histórico-crítica do Islão primitivo encontrou forte resistência no início, uma vez que teses provocativas com significado de longo alcance foram publicadas sem provas suficientes. Especialmente o livro Hagarism (1977), de Patricia Crone e Michael Cook, suscitou muitas críticas duras. Representantes importantes do Revisionismo como Crone e Cook distanciaram-se entretanto de tais teses radicais e publicações imprudentes.
A crítica é expressa por investigadores como Tilman Nagel, que aponta para a natureza especulativa de algumas teses e mostra que alguns revisionistas carecem de alguns padrões académicos. Por outro lado, Nagel aceita o impulso básico do novo movimento, de colocar mais ênfase na aplicação do método histórico-crítico. Uma certa tendência para levar os revisionistas a sério torna-se óbvia, por exemplo, pelo facto de os oponentes dirigirem as suas críticas não mais apenas ao "revisionismo", mas ao "revisionismo extremo" ou ao "ultra-revisionismo".
Gregor Schoeler discute a escola revisionista e retrata as primeiras controvérsias. Schoeler considera o revisionismo demasiado radical, mas saúda o impulso geral: "Ter-nos feito pensar sobre tudo isto e sobre coisas muito mais notáveis pela primeira vez - ou novamente, é sem dúvida um mérito da nova geração dos 'céticos'". '."
François de Blois, professor do Departamento de Estudo das Religiões da SOAS, Londres, rejeita a aplicação do método histórico-crítico aos textos islâmicos. Ele argumenta que este método foi desenvolvido tendo em mente os textos cristãos e, portanto, embora tenha sido aceito como adequado para ser aplicado universalmente a qualquer texto (religioso ou não), não há razão para aplicar este método aos textos islâmicos.